# 阿巳
阿巳（?—?），南宋时自杞摄政。
1162年，阿巳的兄长病逝，兄子1岁多的阿谢即位，阿巳作为叔父摄政。阿巳努力与宋朝交好，当时，宋朝对金朝作战，缺少马匹，多向自杞互市购买。自杞本无马，转卖大理国的马给南宋。1176年，阿巳还政给18岁的阿谢，但阿巳仍掌握实权。